# François Feuardent
François Feuardent O.F.M. (Coutances, 1º dicembre 1539 – Parigi, 1º gennaio 1610) è stato un teologo, predicatore e francescano francese.

## Biografia
Terminati gli studi umanistici a Bayeux, entrò nei Frati Minori. Dopo il noviziato, fu mandato a Parigi per continuare gli studi, dove ricevette (1576) il titolo di dottore in teologia e insegnò con grande successo all'università. Ebbe un ruolo importante nei conflitti politici e religiosi che attraversavano la Francia di quegli anni. Con Jean Boucher e il vescovo di Senlis Guillaume Rose, fu uno dei maggiori predicatori della Lega cattolica e, come osserva Roennus in un'appendice alla Teomachia di Feuardent, a Parigi non c'era una chiesa in cui non avesse predicato. In tutta la Francia e oltre le frontiere della Lorena e delle Fiandre, fu un difensore eloquente e fervente della fede cattolica. Tuttavia anche Pierre de L'Estoile, feroce avversario della Lega, riconobbe nei suoi Mémoires gli sforzi compiuti da Feuardent per pacificare il paese. In vecchiaia si ritirò nel convento di Bayeux, che restaurò e fornì di una buona biblioteca.

## Opere

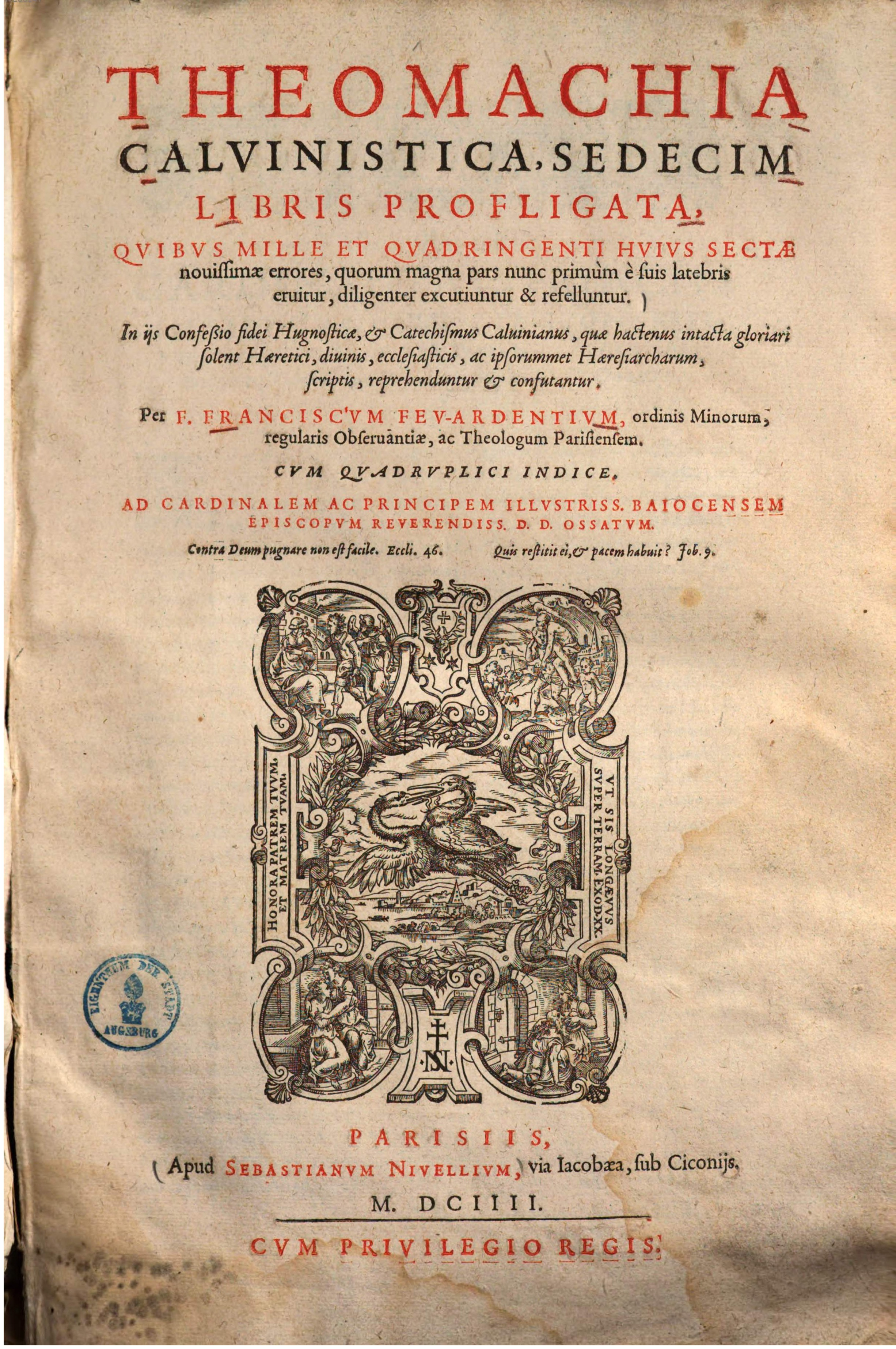
Frontespizio della Theomachia Calvinistica di Feuardent

Le sue opere possono essere raggruppate in tre categorie:
- esegetiche;
- patristiche;
- polemiche.

Nel primo campo di studi Feuardent curò una nuova edizione dell'opera del biblista medievale, Niccolò di Lira: Biblia Sacra, cum glossa ordinaria. . . et postillâ Nicolai Lyrani (Parigi, 1590), 6 voll. fol.). Scrisse anche commenti a vari libri della Scrittura (Rut, Ester, Giobbe, Giona, le due Lettere di San Pietro, le Lettere di Giuda e Giacomo, la Lettera di San Paolo a Filemone, etc.).
Nel secondo ambito curò S. Irenaei Lugd. episcopi adversus Valentini. . . haereses libri quinque (Parigi, 1576); S. lldephonsi archiepiscopi Toletani de virginitate Mariae liber (Parigi, 1576). Feuardent scrisse anche l'introduzione e le note al Michaelis Pselli Dialogus de energiâ seu operatione daemonum translatus a Petro Marrello (Parigi, 1577).
Le sue principali opere polemiche contro i protestanti sono: Appendix ad libros Alphonsi a Castro (O.F.M.) contra haereses (Parigi, 1578). Theomachia Calvinistica, la sua opera principale, basata su alcuni scritti precedenti, come ad esempio: Semaine première des dialogues auxquels sont examinees et refutees 174 erreurs des Calviniste (1585); Seconde semaine des dialogues. . . (Parigi, 1598); Entremangeries et guerres mininstrales. . . (Caen, 1601).

### Edizioni curate da Feuardent
- Biblia Sacra, cum glossa ordinaria... et postilla Nicolai Lyrani, Parisiis, 1590, 6 voll.
- (LA) François Feuardent, Divi Irenaei episcopi Lugdunensis, et martyris, Adversus Valentini, et similium Gnosticorum Haereses, Libri quinque... Studio & opera F. Francisci Feuardentij . . . Adiecta est ad finem operis recens interpretatio latina decem & octo priorum capitum libri primi, cum Scholiis D. Iacobi Billij . . ., Parisiis, Sébastien Nivelle, 1576. URL consultato il 16 febbraio 2019.
- (LA) François Feuardent, Beati Hildephonsi archiepiscopi Toletani, De virginitate S. Mariae liber, Parisiis, Sébastien Nivelle, 1576. URL consultato il 16 febbraio 2019.
- (LA) François Feuardent, Michaelis Pselli Dialogus de energia seu operatione daemonum translatus a Petro Marrello, Parisiis, apud Guillelmum Chaudiere, via Iacobæa, sub insigni Temporis, & hominis syluestris, 1577. URL consultato il 16 febbraio 2019.
- Appendix ad libros Alphonsi a Castro contra haereses, Parisiis, 1578.
- (LA) François Feuardent, Censura orientalis ecclesiae. De praecipuis nostri seculi haereticorum dogmatibus..... post editionem primam diligenter recognita et à mendis purgata, etiam notis marginum illustrata, per Fr. Feuardentium, franciscanum, Parisiis, Arnold Sittart, 1584. URL consultato il 16 febbraio 2019.

### Opere in francese
- Histoire de la fondation de l'église et abbaïe du Mont S. Michel. . ., Coutances, 1604.
- Response chrestienne et modeste aux lettres et questions d'un gentilhomme estant lors de la nouvelle prétendue religion et maintenant bien réuni à l'Église et foy catholique, Parigi, 1597.
- (FR) François Feuardent, Sepmaine première des dialogues, ausquels sont examinez et confutez cent soixante et quatorze erreurs des calvinistes, Paris, Sebastien et Robert Niuelle, 1589. URL consultato il 16 febbraio 2019.
- (FR) François Feuardent, Diuins opuscules, et exercices spirituels, du tres-Saint pere Efrem, archediacre d'Edesse en Mesopotamie . . . Auec vn excellent Sermon de S. Cyrille Alexandrin, de l'issue & sortie de l'ame hors le corps humain . . . Par F. Francois Feu-Ardent de l'ordre de S. Francois . . ., Paris, Michel Sonnius, 1589. URL consultato il 16 febbraio 2019.